# Isla Hermosa
Isla Hermosa es el nombre de una isla fluvial en el país sudamericano de Paraguay. Administrativamente hace parte del  Departamento de Ñeembucú al extremo suroeste de la Región Oriental cerca de la frontera con Argentina. Se encuentra a 323 kilómetros al sur del centro geográfico de Paraguay, y a 72 kilómetros al sur de la capital Asunción, concretamente en las coordenadas geográficas 25°53′00″S 57°49′00″O / -25.88333, -57.81667